# Установки дегідрогенізації в Нижньокамську
Установки дегідрогенізації в Нижньокамську – частина нафтохімічного комплексу у місті Нижньокамськ (Росія, Татарстан).

## Виробництва ізопрену
Розвиток майданчику нафтохімічного спрямування в Нижньокамську почався у 1967 році із запуском газофракційної установки та створенням за три роки по цьому виробництва ізопренового синтетичного каучуку. Потрібний для нього мономер – ненасичений вуглеводень дієнового ряду ізопрен – отримували з використанням виділеного на фракціонаторі пентану. Останній спершу ізомеризували в ізопентан, після чого провадили двостадійну дегідрогенізацію: на першому етапі отримували олефін – ізоамілен, а на другому перетворювали його на названий вище діолефін.
Запущений в 1970 році комплекс мав потужність на рівні 112 тисяч тонн по ізопентану і 60 тисяч тонн по ізопрену та ізопреновому каучуку. В подальшому ці показники довели до 470 тисяч тонн ізопентану (збільшення потужності першої установки до 170 тисяч тонн в 1980-му та запуск другої з показником 300 тисяч тонн в 1984-му) і 300 тисяч тонн ізопрену (збільшення потужності першої установки до 115 тисяч тонн в 1985-му та запуск у 1975-му другої з показником 60 тисяч тонн, швидко збільшеним до 185 тисяч тонн станом на той же 1985-й). Що стосується ізопренового каучуку, то у 1983-му перша лінія могла видавати вже 200 тисяч тонн, крім того, в 1978 та 1980 роках двома пусковими комплексами запустили ще одну лінію потужністю 240 тисяч тонн.
Для збалансування виробництва ізопрену та відповідного каучуку в 1980-му стала до ладу третя установка з виробництва мономеру, проте вона використовувала принципово відмінну технологію – синтез ізопрену за реакцією Принса з формальдегіду та ізобутилену (останній, до речі, отримували на тому ж нижньокамському майданчику шляхом дегідрогенізації). Потужність цього виробництва становила 123 тисячі тонн на рік, при цьому воно також мало двостадійну технологію (синтез диметил-диоксана / його виділення та наступне розкладання).
Таким чином, станом на другу половину 1980-х в Нижньокамську зосередилось понад 40% радянських потужностей з випуску ізопрену та ізопренового каучуку (останній досяг свого піку в 1988 році з показником 988 тисяч тонн), при цьому на СРСР припадало понад 2/3 світового показника (можливо відзначити, що ізопрен є мономером натурального каучуку, продукуванням якого в тропічних широтах переважно покривається світовий попит на цей різновид еластомеру). Втім, вже невдовзі при переході від планової до ринкової економіки випуск даних продуктів різко скоротився. Важливу роль при цьому відігравала надмірна енергетична витратність двостадійних процесів, що відбивалось на економіці виробництва.
Як наслідок, прийняли рішення провести модернізацію установки синтезу ізопрену з переведенням на одностадійну роботу (одночасний синтез диметил-диоксана та триметил-карбінола з наступним отриманням з них цільового продукту без виділення проміжних напівпродуктів). Оновлене виробництво запрацювало у 2006 році, при цьому протягом наступних двох років його номінальна потужність зросла до 175 тисяч тонн.
Також підтримували в робочому стані одну з установок дегідрогенізації ізопентану з можливістю випуску до 90 тисяч тонн на рік. Враховуючи меншу економічну ефективність, вона виконувала допоміжну роль та дозволяла не зупиняти випуск каучуку під час модернізації та регламентних робіт на установці синтезу ізопрену. В 2017-му на нижньокамському майданчику випустили 4-мільйонну тонну ізопрену методом дегідрогенізації.
У другій половині 2010-х з метою нарощування випуску ізопренових каучуків вирішили спорудити ще один комплекс синтезу ізопрену. Спершу стали до ладу сировинні виробництва – осінню 2017-го установка формальдегіду потужністю 100 тисяч тонн на рік, а в червні 2018-го установка дегідрогенізації ізобутану в ізобутилен. В подальшому частину їх продукції спрямовуватимуть на випуск ізопрену, що дозволить продукувати до 330 тисяч тонн ізопренового каучуку (в 2015-му цей показник склав 266 тисяч тонн).
Також є відомості, що в Нижньокамську можуть отримувати певні обсяги ізопрену шляхом його виділення з фракції С5 піролізного виробництва (така установка діє в Нижньокамську з 1976-го).

## Виробництва ізобутилену
Слід за ізопреновим каучуком в 1973-му нижньокамський комплекс почав виробляти бутиловий каучук, основу якого становить ізобутилен. Останній отримували на установці дегідрогенізації ізобутану первісною потужністю 44 тисяч тонн на рік (станом на 1990-й збільшена до 84 тисяч тонн), при цьому потужність майданчику по бутилкаучуку складала 35 тисяч тонн (в 1996-му досягла 60 тисяч тонн).
У 1980-му ще одним споживачем ізобутилену стала описана вище установка синтезу ізопрену, а в 2002-му запустили виробництво метилтретинного бутилового етеру (МТВЕ) потужністю 90 тисяч тонн на рік. МТВЕ, котрий використовується як високооктанова присадка для автомобільного пального, отримують шляхом реакції ізобутилену з метанолом. При цьому можливо відзначити, що іншим шляхом отримання ізобутилену поряд з дегідрогенізацією ізобутану є його виділення з фракції С4 піролізного виробництва.
У середині 2010-х в межах проекту розширення випуску ізопренового каучуку вирішили збільшити виробництво ізопрену методом синтезу, для чого в червні 2018 року запустили в роботу ще одну установку дегідрогенізації ізобутану в ізобутилен потужністю 160 тисяч тонн на рік. Частину її продукції планується спрямувати на збільшення випуску МТВЕ.

## Виробництва бутадієну
У 1973 році на нижньокамському майданчику запустили першу установку для виробництва бутадієну (мономер для випуску найбільш поширених синтетичних каучуків, які, втім, не продукувались в Нижньокамську до початку 21 століття). Вона мала потужність у 90 тисяч тонн на рік (в 1982-му цей показник довели до 130 тисяч тонн) та використовувала технологію двостадійної дегідрогенізації, коли спершу бутан конвертували у олефіни – н-бутени, які в свою чергу перетворювали на цільовий діолефін.
Лише на рік пізніше за зазначену вище установку ввели в експлуатацію одностадійне виробництво бутадієну потужністю 90 тисяч тонн на рік, споруджене за проектом компанії Mitsubishi. На ній дегідрогенізація бутану провадилась таким чином, щоб одразу максимізувати вихід бутадієну.
Також можливо відзначити, що введена так само в 1970-х у Нижньокамську піролізна установка попутньо продукувала як значну кількість бутадієну (54 тисячі тонн), так і бутени. Останні вирішили використати як сировину для дегідрогенізації в діолефін, для чого у 1985-му запустили експериментальну установку оксидативної конверсії потужністю 35 тисяч тонн бутадієну на рік (можливо відзначити, що таку технологію з 1960-х вже використовували на нафтохімічному комплексі компанії Petro-Tex у Х’юстоні).
У 1990-х всі наявні в Нижньокамську установки по виробництву бутадієну методом дегідрогенізації зупинили. Причиною була не просто економічна криза після краху радянської планової економіки, але й загальна неконкурентна собівартість цього енерговитратного процесу в порівнянні з піролізним методом (до кінця 1980-х майже всі світові виробництва бутадієну шляхом дегідрогенізації були закриті або законсервовані). Втім, на початку 2000-х Нижньокамськнафтохім вирішив відновити роботу більш енергоефективної установки одностадійної дегідрогенізації, яка знов почала продукувати бутадієн в 2005 році. Причиною було те, що хоча місцева піролізна установка й нарощувала випуск цього діолефіну, проте одночасно зростали й потреби – в 2004-му та 2007-му у Нижньокамську з’явились виробництва бутадієнових каучуків загальною потужністю 100 тисяч тонн на рік, за чим в наступному десятилітті ввели лінії АБС-пластику та бутадієн-стирольних каучуків.
Можливо відзначити, що станом на середину 2010-х нижньокамська установка поряд з так само одностадійним виробництвом в Тобольську залишаються єдиними діючими в світі з випуску бутадієну через дегідрогенізацію.